# جون آرتشر (ممثل)
جون آرتشر (بالإنجليزية: John Archer)‏ مواليد 8 مايو 1915 في أوسيولا، نبراسكا، الولايات المتحدة - الوفاة 3 ديسمبر 1999 في الولايات المتحدة، هو ممثل أمريكي بدأ مسيرته الفنية سنة 1938. من أعماله مرحا فريسكو مرحا. امتدت مسيرته الفنية لأكثر من 58 عاما.

## روابط خارجية
- جون آرتشر على موقع IMDb (الإنجليزية)
- جون آرتشر على موقع روتن توميتوز (الإنجليزية)
- جون آرتشر على موقع ألو سيني (الفرنسية)
- جون آرتشر على موقع ميوزك برينز (الإنجليزية)
- جون آرتشر على موقع تيرنر كلاسيك موفيز (الإنجليزية)
- جون آرتشر على موقع أول موفي (الإنجليزية)
- جون آرتشر على موقع قاعدة بيانات برودواي على الإنترنت (الإنجليزية)
- جون آرتشر على موقع قاعدة بيانات الأفلام السويدية (السويدية)
- جون آرتشر على موقع إن إن دي بي (الإنجليزية)
- جون آرتشر على موقع ديسكوغز (الإنجليزية)